# Nora Bendzko
Nora Bendzko (* 6. September 1994 in München) ist eine deutsche Schriftstellerin, Sängerin und Lektorin.

## Leben und Werk
Nora Bendzko wurde in München geboren und studiert Deutsche Philologie an der Universität Wien.
Seit dem 12. Lebensjahr nahm sie Gesangsunterricht in Jazz, Rhythm und Soul und klassischem Gesang bei unterschiedlichen Gesangslehrern, u. a. bei Annette Neuffer und Franz Garlik. Von 2015 bis 2019 war sie Sängerin der Metalband Avem, von 2015 bis 2023 zudem Sängerin der Power-Metal-Band Nightmarcher. Seit 2024 ist sie Sängerin der Fusion-Metal-Band Extreme Mind.
Als Schriftstellerin widmet sie sich vor allem dem Genre Dark Fantasy und der düsteren Bearbeitung klassischer Märchen oder Mythen. Die vier Bände der Reihe Galgenmärchen veröffentlichte sie als Selbstpublikationen. Im Juni 2021 erschien ihr Verlagsdebüt Die Götter müssen sterben bei Droemer Knaur. Für ihre Romane wurde sie mehrfach für den Phantastik-Literaturpreis Seraph sowie weitere Preise nominiert. Darüber hinaus wurden mehrere ihrer Kurzgeschichten in Anthologien veröffentlicht.
Nora Bendzko ist als Lektorin, Übersetzerin und Sensitivy Readerin mit Fokus auf Multikulturalität in der Phantastik tätig. Bis 2022 war sie zudem Mitglied im Nornennetz, einer Vereinigung deutscher Phantastikautorinnen.

## Preise und Nominierungen
- 2017: Nominierung Beste Kurzgeschichte beim Deutschen Phantastikpreis für Wolfssucht (Top 5)[10]
- 2018: Nominierung Bester Independent-Titel beim Phantastik-Literaturpreis Seraph für Kindsräuber (Top 3)[11]
- 2019: Nominierung Bester Independent-Titel beim Phantastik-Literaturpreis Seraph für Hexensold (Top 3)[12]
- 2021: Nominierung Bester Roman beim PEN&P Publikumspreise für Eskapismus, Nerdkultur & Phantastik („Goldener Stephan“) für Die Götter müssen sterben (Top 10)[13]
- 2021: Nominierung Bester Fantasy-Roman beim  LovelyBooks Leserpreis 2021 für Die Götter müssen sterben (Top 25)[14]
- 2022: Nominierung Bestes Buch beim Phantastik-Literaturpreis Seraph für Die Götter müssen sterben (Top 13)[15]

## Bibliografie

### Romane
- Wolfssucht (Galgenmärchen 1). Epubli, 2016, ISBN 978-3-7418-9578-4.
- Kindsräuber (Galgenmärchen 2). Epubli, 2017, ISBN 978-3-7418-9723-8.
- Bärenbrut (Galgenmärchen 3). Kindle Direct Publishing. 2017.
- Hexensold (Galgenmärchen 4). Epubli, 2018, ISBN 978-3-7467-8619-3.
- Die Götter müssen sterben. Knaur, München 2021, ISBN 978-3-426-52611-8.